# Моран, Шарль-Антуан
Не следует путать с генералом Жозефом Мораном
Шарль Антуа́н Луи́ Алекси́с Мора́н (фр. Charles Antoine Louis Alexis Morand; 1771—1835) — французский военный деятель, дивизионный генерал (1805 год), граф (1808 год), пэр (1815 год и 1832 год), участник революционных и наполеоновских войн. Имя генерала выбито на Триумфальной арке в Париже.

## Биография

### Служба в годы Революции
Родился в семье магистрата и судьи Алексиса Морана (фр. Alexis François Morand; 1746—1829) и его супруги Жанны Руссель де Ля Луайер (фр. Jeanne Claudine Marie Roussel de La Loyère; 1745—1809). Был старшим из десяти детей. Физически он довольно невысокий, элегантный и стройный; он брюнет с чёрными волосами, большими карими глазами и приятным лицом. В разгар революционных событий во Франции Шарль Моран учился на юриста в Безансоне и в 1791 году получил степень лиценциата права.
9 августа 1792 года поступил на военную службу и был избран капитаном 7-го батальона волонтёров департамента Ду, а ещё через месяц, 5 сентября, его повысили до подполковника. В 1792-93 годах он сражался в рядах Рейнской армии. Моран предпринял со своим батальоном экспедицию на Майнц под командованием Кюстина. 12 августа 1793 года его батальон перешёл в Северную армию, чтобы участвовать в операциях, направленных на деблокаду Дюнкерка. 8 сентября 1793 года под началом Вандама в бою при Ондскоте Моран первым ворвался в город со знаменем в руках. 3 октября он присоединился к войскам Журдана, ответственным за деблокирование Мобёжа, и 16 октября сражался при Ваттиньи. В 1794 году переведён в Самбро-Маасскую армию. Батальон участвовал во взятии Монса, а затем был присоединён к войскам, ответственному по приказу Шерера за возвращение Ландреси, Ле-Кенуа, Валансьена и Конде. 18 сентября 1794 года в бою при Спримоне пуля пронзила верхнюю часть бедра Морана. Из-за этой очень серьёзной раны он пролежал в больнице почти восемь месяцев.
29 декабря 1794 года его 7-й батальон влился в состав 112-й полубригады линейной пехоты, входившей в состав 10-й дивизии Бернадота в Кобленце. 1 декабря 1795 года участвовал во взятии Кройцнаха. «Командир батальона Моран, — рассказывал Бернадот в своём докладе Журдану о взятии Кройцнаха, — возвращая войска в бой, вырвал знамя из руки того, кто его нёс, и, продвигаясь вперёд, зажёг свой батальон, сумел успешно вернуть его в атаку».
2 марта 1796 года, в ходе второй амальгамы, его батальон стал частью 88-й полубригады линейной пехоты. 26 июля 1796 годы во главе батальона захватил форт Кёнигштайн и взял в плен 500 человек. За эти действия получил похвалы от генералов Марсо и Журдана. 22 августа отличился при Тайнинге, где сражался с 4 утра до 22 часов вечера, и вновь получил похвалы от Бернадотта: «Я должен порекомендовать вам смелого и интересного командира батальона Морана. Этот молодой человек продолжал вызывать самые большие надежды; он прилагал немыслимые усилия со своим батальоном; он весь день сопротивлялся трём батальонам в деревне Тайнинг; врагу пришлось отступить, не имея возможности взять её силой».

### Служба у генерала Бонапарта
С января 1797 года как часть дивизии Бернадотта вошёл в состав Итальянской армии Бонапарта, и был при захвате Градиски. 11 февраля 1798 года участвовал во взятии Рима генералом Бертье.
В апреля 1798 года 88-я полубригада была зачислена в состав Восточной армии Бонапарта и приняла участие в Египетской кампании. Он прибыл в Чивитавеккью 27 мая 1798 года в составе дивизии Дезе. После оккупации Мальты 2 июля он высадился в Египте. После взятия Александрии дивизия Дезе в авангарде отправилась в путь на Каир, эпизод, отмеченный жаждой и страданиями. 21 июля 1798 года сражался у Пирамид, и прямо на поле боя был произведён в чин полковника и возглавил 88-ю полубригаду. Затем Моран последовал за Дезе в Асуан, куда он прибыл 1 февраля 1799 года. 23 февраля 1799 года Дезе назначил его комендантом Гиргеха (к северу от Луксора) в Верхнем Египте. В течение шести месяцев он управлял страной, преследуя при этом мамлюков. 5 и 6 апреля сражался против арабов. 9 августа победил мамлюков сначала при Эль-Ганаиме, а 12 августа при Саманхуде ночью застиг врасплох их неуловимого лидера Мурад-бея, которому пришлось бежать полуобнаженным, оставив после себя множество мёртвых людей, верблюдов, лошадей, оружие, багаж... и даже тапочки. 7 сентября 1799 года Моран получил звание полковника штаба и был назначен на должность губернатора Гиргеха. За мужество, проявленное во время этой кампании, 6 сентября 1800 года получил чин бригадного генерала. Отвечал за оборону Дамиетты и восточной полосы дельты Нила. После битвы при Раманье он командовал Гизой. С мая и вплоть до конца июля 1801 года Моран командовал бригадой в дивизии генерала Вердье. 27 июня вместе с генералом Бельяром подписал с англичанами и турками соглашение об эвакуации французских войск из Каира. Наконец, он покинул Египет 9 августа 1801 года и 14 сентября прибыл в Марсель. С 19 марта 1802 года был командующим департамента Морбиан в 13-м военном округе.

### Австрийская кампания 1805 года
29 августа 1803 года переведён в военный лагерь Сент-Омер, где возглавил пехотную бригаду в дивизии Сент-Илера. В составе 4-го корпуса маршала Сульта Великой Армии участвовал в Австрийской кампании 1805 года. Командовал 1-й бригадой дивизии Сент-Илера, которая состояла из 10-го полка лёгкой пехоты полковника Пузе. В сражении при Аустерлице бригада Морана в районе Праценских высот подверглась атаке превосходящих сил противника и понесла значительные потери. Если бы не своевременный подход соседних частей Великой Армии, 10-й полк был бы полностью уничтожен. В ходе сражения Моран получил пулевое ранение. За проявленное в ходе кампании мужество 24 декабря 1805 года Моран был произведён в чин дивизионного генерала и назначен губернатором Вены.

### Во главе легендарной дивизии
14 февраля 1806 года его назначают командиром 1-й пехотной дивизии 3-го корпуса маршала Даву. С 3 по 13 марта 1806 года выполнял функции начальника штаба 4-го корпуса маршала Сульта. После этого Моран вернулся к Даву, и сумел завоевать доверие и уважение со стороны своего ворчливого начальника и стал, наряду с генералами Фрианом и Гюденом, одним из его наиболее приближённых помощников. В битве при Ауэрштедте 14 октября 1806 года полки Морана беглым огнём отразили атаки прусской кавалерии, а затем перешли в контрнаступление и разгромили войска герцога Брауншвейгского. Генерал в этом бою был ранен в руку. В конце боя маршал Даву сказал Морану в присутствии его дивизии: «Генерал, вы спасли армейский корпус!» Затем дивизия Морана участвовала во взятии Кюстрина 1 ноября. 11 декабря переправился через Буг. 23 декабря Император приказал перебросить мост в месте слияния рек Нарев и Укра, генерал Моран первым форсировал реку со своей дивизией  при поддержке лёгкой кавалерийской бригады генерала Марюла, и принял участие в сражении при Чарново. 26-го Морана снова заметили у Голымина, где он захватил 13 пушек. В битве при Прейсиш-Эйлау 8 февраля 1807 года дивизии Морана, Фриана и Гюдена захватили деревни Зерпаллен и Кляйн-Заусгартен; лишь своевременное прибытие прусского корпуса Лестока, помогло выправить неприятелю ситуацию. Лесток при поддержке русских попытался выбить дивизию Морана из деревни Кушиттен, находившуюся почти в тылу врага, но французы сумели отстоять свою позицию. В ходе сражения бравый генерал получил новое ранение в руку.
В Тильзите 3-й корпус Даву имел честь маневрировать по приказу Наполеона в присутствии царя и короля Пруссии. В декабре 1807 года 3-й корпус расквартировался в Варшаве, где он был представлен в польском высшем обществе. 23 декабря во время бала Моран встретил польку Эмили Парисов (фр. Emilie Lucile Parisow; 1792—1868), дочь графа Париса, полковника на службе короля Саксонии. «Ей шестнадцать лет, она блондинка, клубничная блондинка, у неё зелёные или тёмно-синие глаза, длинные чёрные ресницы, нос с трепещущими крыльями, чётко очерченный чувственный рот. Высокая и хорошо сложенная, у нее очень полная шея и воздушная походка». Моран ослеплён, он влюбился с первого взгляда. Моран танцует с ней (довольно плохо); он делает ей комплимент за её знание французского языка: она с улыбкой отвечает, что её воспитали сёстры в Кракове и что она знает Мольера и Лафонтена. Несколько дней спустя Моран просит её руки, она говорит да. Однако Даву указывает своему генералу, что разрешение необходимо запрашивать у Императора; в конечном итоге об этом позаботится сам маршал. 10 января 1808 года в Варшаве состоялся гражданский брак (его свидетели: Даву и Савари). 14 января 1808 года — религиозный брак в церкви Святого Креста. На свадьбе присутствовал князь Юзеф Понятовский. В корзине невесты Эмили обнаружила драгоценности и 30 000 франков золотыми монетами от Наполеона. У пары родилось двенадцать детей (пятеро из которых умерли в молодом возрасте).
В 1809 году Моран сражается 19 апреля при Арнхофене и 20 апреля при Абенсберге. 21 апреля при Ландсхуте генерал Моран поддержал кавалерийские атаки на правом берегу Изара, и взял пригороды. В атаке, которую 22 апреля лично возглавил Наполеон на Ширлинг и Экмюль, генерал Моран первым переправился через Лабер, приблизился к противнику и помог в захвате Экмюля. 23 апреля участвовал в штурме Регенсбурга. 5-6 июля 1809 года в битве при Ваграме генерал Моран получил приказ маршала Даву атаковать крайний левый фланг австрийцев, закрепившийся на куртине за Маркграфенойзидлем. Это движение было объединено с движением дивизий Фриана, Гюдена и Пюто, выстроенных в две линии и защищённых кавалерией Монбрена и Груши. Австрийский генерал, не сумев правильно понять цель этого обходного движения, собрал около шестидесяти орудий на куртине, венчающей высоты Нойзидля, и направил их преимущественно против войск генерала Морана. Шарль сумел прогнал стоявшую у подножия высоты неприятельскую конницу, атакой поднялся на неё и заставил австрийцев сдать позиции. В этом сражении генерал Моран маневрировал и вёл бой так, что заслужил самые высокие похвалы. Был в очередной раз ранен.
В конце года генерал уехал, с согласия Даву, на короткое время во Францию повидаться с женой. С 13 июля 1810 года по 3 марта 1812 года Моран исполнял обязанности губернатора Гамбурга, где его дивизия сменила дивизию Молитора.
Однако в 1810 году у Морана возникли трудности с Даву. Характер у этого трудный, резкий, с пресловутой суровостью (как для солдат, так и для офицеров). По поводу докладов Морана, адресованных непосредственно Кларку, Император просит у Даву объяснений. Разъярённый этой перепиской, находящейся вне его контроля, Даву угрожает Морану строгим арестом. При этом Моран 18 ноября 1810 года просил Кларка о его защите с целью добиться от Императора работы «вне командования князя Экмюля» или отставки. Постепенно дела немного улучшаются: Моран узнаёт, что Наполеон очень доволен службой генерала в Гамбурге. Наконец, приглашённый на обед к Даву 9 февраля 1811 года, он уехал «исполненный радости» и с обещанием трёхмесячного отпуска. В апреле 1811 года во время торжеств, устроенных в Гробуа, ко двору был представлен генерал Моран. Наполеон сказал генералу: «Ваш Полонез прекрасен!»
23 июня 1812 года вечером Моран заранее переправился через Неман на правый берег с тремя ротами вольтижёров и 24 июня утром его дивизия вступила первой в Россию по трём мостам, открыв, тем самым, Русскую кампанию. 17 августа его дивизия в ходе ожесточённого боя занимает южные предместья Смоленска, после чего преследовал корпус Дохтурова. Затем Моран сформировал батарею из 12 орудий, огонь которых в сочетании с огнём батарей генералов Фриана и Гюдена внёс большой вклад в эвакуацию города противником. В Бородинской битве полки Морана атакуют Курганную высоту. Наполеон сказал ему: «Это ты, Моран, возьмёшь быка за рога». В 9 часов утра, подвергшийся со всех сторон атаке русских резервов, он не смог удержать свою позицию. Дивизия в сражении понесла огромные потери от залпов русской артиллерии, а сам генерал получает серьёзное ранение в челюсть. По просьбе генерала не упоминалось о его ранении в бюллетене, чтобы не тревожить его семью. Из-за ранения на протяжении всего отступления ему пришлось командовать жестами. При отступлении дивизия Морана 27-28 ноября переправилась через Березину, ко всеобщему изумлению, под звуки флейт и барабанов. 29 декабря 1812 года остатки дивизии перегруппировались у Торна. 16 января 1813 года Морану было разрешено вернуться во Францию для выздоровления.

### Кампании 1813 и 1814 годов
С 17 марта 1813 года Моран командовал 12-й пехотной дивизией, входившей в состав 1-го, а затем 4-го корпусов генерала Бертрана. В сражении при Лютцене 2 мая он выдвинулся в 3 часа ночи, переправился через Грунабах под огнём грозной артиллерии противника, построился в каре и направился в таком порядке к Кайе, несмотря на неоднократные атаки союзной кавалерии. Это смелое движение оказало значительное влияние на исход сражения. У Баутцена генерал Моран вместе со своей дивизией совместно с вюртембергским контингентом уничтожил холм, который русские сделали точкой опоры для своего центра. Генерал Бертран в своём отчёте без колебаний приписывает успех 4-го корпуса умелым действиям генерала Морана. При возобновлении военных действий в августе 1813 года, когда Наполеон приказал маршалу Удино идти маршем на Берлин, генерал Моран 23 августа выбил корпус Тауэнцина из Бланкенфельда; но, поскольку последнего поддержал Борстель, генерал Бертран не счёл благоразумным воспользоваться успехами Морана и решил отступить. 5 сентября генерал Моран вновь отличился, оттеснив противника от Наундорфа, но это был всё же эфемерный успех. 6 сентября , дивизия Морана, составлявшая авангард 4-го корпуса, напала на опрокинутый ею корпус Тауэнцина, и ей была поручена охрана дефиле у Денневица. Генерал Моран настолько хорошо знал, как расположить резервные войска и батареи 4-го корпуса на холмах, господствовавших на левом берегу Агера, что часть дня сдерживал там пруссаков. Стойкость Морана спасла остатки корпуса маршала Нея и позволила французам отступить. В ходе боя под ним был убит конь. 3 октября весь день упорно оборонял позиции у Вартенбурга от корпуса Йорка. В течение дня 16 октября под Лейпцигом генерал Моран со своей дивизией занял деревню Плагвиц, на левом берегу Эльстера. К концу дня он был атакован с таким превосходством в силах корпусом Дьюлаи, что Бертран счёл благоразумным отвести 4-й корпус за Луппе, на равнину, где он построил его в каре для лучшего сопротивления многочисленной австрийской кавалерии; но Наполеон, предчувствуя последствия этого ретроградного движения, приказал генералу Бертрану возобновить наступление. Дивизия Морана, составив голову колонны, форсировала Линденау, вытеснила противника, отбросила его на Кляйн-Цшохер, заняла свой первый пост и тем самым вновь открыла армии путь отхода. В ходе боя нога его кобылы была сломана ядром. Отличился 30-31 октября в бою при Ханау. 2 ноября он потерял ещё одну лошадь. 9 ноября сражался у Хоххайма. 18 ноября Моран сменил Бертрана во главе 4-го корпуса. С декабря 1813 года руководил обороной Майнца, города, перегруженного ранеными и опустошённого тифом. В городе находились 36 000 солдат. 7 января 1814 года город был блокирован. 12 января Моран был назначен генерал-губернатором Майнца. Эпидемия и физическая слабость гарнизона позволили совершить лишь одну вылазку, 4 февраля, на Костхайм. Эта вылазка провалилась. Несмотря на бедственное положение своих войск, Моран смог сковать значительные силы неприятеля. Лишь 4 мая 1814 года, по приказу Людовика XVIII, генерал покинул Майнц со своими войсками, уже после окончания войны. За 5 месяцев блокады от тифа умерли 21 000 солдат и 7 000 жителей.

### «Сто дней». Четырёхлетняя ссылка. Прощение «грехов» и восстановление на службе
Вернувшись в своё имение в Нуази-ле-Гран, Моран был отправлен в отпуск 15 октября с половинным жалованьем. Он продал свою недвижимость в Нуази и поселился в Фонтенбло, в арендованном доме.
20 марта 1815 года он встретил в замке Наполеона. 23 марта Моран находился в Тюильри, когда был назначен адъютантом Императора и ему было поручено командование 12-м, 13-м, 21-м и 22-м военными округами для поддержания порядка в западной половине страны. Ему удалось избежать гражданской войны. Отозванный в Париж, куда он прибыл 17 апреля, он узнал, что 13 апреля ему было присвоено звание полковника пеших егерей Императорской гвардии. 2 июня 1815 года получил титул пэра Франции. 15 июня он пересёк франко-бельгийскую границу. В битве при Ватерлоо отчаянным усилием вместе с генералом Пеле сумел выбить пруссаков из Плансенуа, но этот его подвиг уже не мог изменить положения. Затем Моран вернулся к Императору и после провала атаки Императорской гвардии разместил последние французские каре, в том числе и Камбронна. С 2 августа храбрый генерал командовал гвардейской пехотой Армии Луары. 1 августа переведён в бездействие согласно королевскому приказу.
23 декабря был уволен из армии, и ему было разрешено отправиться в ссылку в Польшу вместе с женой и детьми. По пути в Вене он был любезно принят императором Францем II, который помнил его умеренность, когда он был губернатором Вены в 1805 году. В Польше он купил небольшую собственность в Кавенчине, в нескольких лье от Кракова, где вел жизнь джентльмена-фермера. Он читает, пишет (он смог взять с собой свою очень красивую библиотеку). В 1816 году он узнал из иностранных газет о приговоре, вынесенном против него Военным советом Ла-Рошели 29 августа 1816 года под председательством генерала Рея: граф Моран был заочно приговорён к смертной казни, исключён из ордена Почётного легиона и королевского военного ордена Святого Людовика.
В 1819 году через Деказа и графа Поццо ди Борго Моран получил приказ от Людовика XVIII, разрешавший ему вернуться во Францию. Он неожиданно прибыл в Страсбург, попал в плен и предстал 5 июня 1819 года перед Военным советом 5-го военного округа под председательством генерала Гогенлоэ. Моран зачитывает письмо Даву, в котором уточняется, что прокламации 1815 года, в которых он обвиняется, были составлены в то время военным министерством, и он несёт ответственность за их подписание. 14 июня Моран объявляется невиновным, а предыдущее решение Военного совета Ла-Рошели отменяется и аннулируется. 1 сентября 1819 года ему вернули чин дивизионного генерала, и восстановили на военной службе. Моран продолжил службу в Королевской гвардии. С 12 января 1820 года без служебного назначения. Моран вышел в отставку 17 марта 1825 года, и уехал в Монбенуа, где вёл скромную жизнь. Он был избран генеральным советником департамента Ду. В 1829 году он опубликовал свой труд: «Об армии по уставу и по опыту последних войн», где излагал свои представления об организации армии (по его мнению, основной ячейкой является батальон). До войны 1914 года идеи Морана часто цитировались на курсах Военной школы. Затем Июльская монархия временно призвала его к деятельности: 4 августа 1830 года он возглавил 6-й военный округ в Безансоне. Но генерал всегда хочет простоты. Из Парижа он писал жене 3 октября 1830 года: «Вы спрашиваете меня, дадим ли мы нашим слугам ливрею, мне всё равно... Я хочу только величайшей простоты, никакой помпезности, никакого тщеславия и, следовательно, никакой ливреи…». 11 октября 1832 года он вторично был провозглашён пэром Франции.
Шарль Антуан Луи Алексис Моран скончался в своём парижском особняке 2 сентября 1835 года, и был похоронен на кладбище Пер-Лашез.
В заключение о генерале Моране можно вспомнить прекрасную похвалу строгого республиканца Клебера: «Я объявляю его годным на всё и, прежде всего, полным чести, деликатности и честности».

## Воинские звания
- Капитан (9 августа 1792 года);
- Подполковник (5 сентября 1792 года);
- Полковник (21 июля 1798 года, утверждён 7 сентября 1799 года);
- Бригадный генерал (6 сентября 1800 года);
- Дивизионный генерал (24 декабря 1805 года).

## Титулы
- Граф Моран и Империи (фр. comte Morand et de l'Empire; декрет от 19 марта 1808 года, патент подтверждён 24 июня 1808 года в Байонне)[3][4];
- Пэр Франции (фр. pair de France; 2 июня 1815 года и 11 октября 1832 года).

## Награды
Легионер ордена Почётного легиона (11 декабря 1803 года)
 Коммандан ордена Почётного легиона (14 июня 1804 года)
 Великий офицер ордена Почётного легиона (7 июля 1807 года)
 Командор саксонского военного ордена Святого Генриха (7 июня 1808 года)
 Кавалер ордена Железной короны (17 июля 1809 года)
 Командор ордена Железной короны (16 октября 1812 года)
 Большой крест ордена Воссоединения (3 апреля 1813 года)
 Кавалер военного ордена Святого Людовика (31 июля 1814 года)
 Большой крест ордена Почётного легиона (18 октября 1830 года)